# Dorfsee (Grünz)
Der Dorfsee ist ein See bei Grünz im Landkreis Vorpommern-Greifswald in Mecklenburg-Vorpommern.
Das etwa 4,9 Hektar große Gewässer befindet sich im Gemeindegebiet von Penkun, wobei sich der Ort Grünz am nördlichen Ufer befindet. Der See hat keinen natürlichen Zufluss. Es gibt jedoch einen Abfluss in Form eines Grabens, der zum Großen See verläuft. Die maximale Ausdehnung des Dorfsees beträgt etwa 480 mal 140 Meter.